# 暗黑之境
《暗黑之境》（英語：Darkside）是挪威籍DJ和音乐制作人艾伦·沃克创作、由安地卡歌手欧拉（Au/Ra）以及挪威歌手Tomine Harket献唱的电子歌曲。此单曲于2018年7月27日由索尼音乐娱乐公司发行。这首单曲是“行者世界”（World Of Walker）系列的第二首歌曲，前一首是《全面崩壞》（All Falls Down）。

## 音乐内容

### 音乐MV
新MV以瀑布的画面开场，然后出现了两群神秘的蒙面人。他们在几乎没有任何物资的条件下生存，虽然他们还拥有无人机，并且似乎控制住了它们。影片的最后，他们分别挥着两面大旗，在一座城墙上会面，抬头仰望着天上的无人机。
影片中到处都带有都带有艾伦·沃克的象征——一个由字母A（其实去掉了中间的一横）和W组成的标志（见图）。但该MV中，几乎没有任何关于“暗黑之境”的线索。
据悉，该MV引入的无人机是请Roger Fosaas操作的。无人机在MV中不仅出现并作为特效，还负责蒙面人在登山时的远景拍摄。该MV是在三个不同的国家拍摄的：、波斯尼亚和黑塞哥维那以及克罗地亚。
MV于2018年7月27日在艾伦·沃克的YouTube频道上发布。截止2018年8月底，该视频已收获超过1.1億播放量和148万个赞。此前在同一频道发布的《全面崩壞》（All Falls Down），播放量已超过1.3亿。

### 音乐歌词
音乐的歌词由James Njie和Atle Pettersen创作。歌词大致讲述了两人诉说自己愿意离开光明，坠入黑暗。
|                              | Let go of the light, fall in to the dark side. |
| ————《暗黑之境》歌词英文原文 |                                                |

|                                          | 任凭光芒摇曳消散，纵身坠落进那无边黑暗。 |
| ————EnderCrafter《暗黑之境》歌词中文翻译 |                                          |

### 音乐节奏
腾讯新闻的一篇文章这样评论：“迷幻的前奏旋律，正符合艾伦·沃克的作品风格，然后是两位女歌手的空灵唯美的女声。紧接着，女声分贝提高，配合电子混音和鼓点，令人热血激昂。全曲高低起伏，一上一下，充满节奏和层次感。”这种层次感在《人間迷走》（Faded）和艾伦·沃克的其他一些作品中出现过。

## 制作人名单
作词：James Njie / Jesper Borgen / Tommy LaVerdi / Atle Pettersen / William Wiik Larsen / Andrew Frampton
作曲：Alan Walker（艾伦·沃克） / Lars Kristian Rosness / Marcus Arnbekk / Fredrik Borch Olsen / Anders Froen / Gunnar Greve / James Njie / Jesper Borgen / Tommy LaVerdi / Atle Pettersen / William Wiik Larsen / Jamie Stenzel / Andrew Frampton
钢琴演奏：Andre Viervoll
编排：Alan Walker / Fredrik Borch Olsen / Anders Froen / James Njie
制片人：Alan Walker / Fredrik Borch Olsen / Mood Melodies / Mere Music
执行制片人：Gunnar Greve / Jesper Borgen
后期：Sören Von Malmborg
录制：MER Studio

## 现场版
艾伦·沃克和Tomine Harket在2018年的挪威VG-Lista Live上现场表演了《暗黑之境》。欧拉（Au/Ra）因事无法参加这次演出。

## 榜单成绩与销售认证
| 榜单（2018年）   | 最高排名 | 来源   |
| ---------------- | -------- | ------ |
| 挪威世界之路榜单 | 1        | [ 10 ] |
| 瑞典最热榜       | 10       | [ 11 ] |
| 爱尔兰单曲榜     | 67       | [ 12 ] |
| 荷兰百强单曲榜   | 67       | [ 13 ] |
| 德国GfK娱乐榜单  | 97       | [ 14 ] |
| 亚马逊畅销排行榜 | 142      | [ 15 ] |